# Cmentarz prawosławny w Różańcu
Cmentarz prawosławny w Różańcu – nekropolia w Różańcu, utworzona po 1811 r. dla filii, a następnie parafii unickiej. Po 1875 r. przemianowana na prawosławną. Czynna do końca II wojny światowej. W 2009 cmentarz zlikwidowano pod budowę boiska.

## Historia i opis
Cmentarz został założony prawdopodobnie po 1811 na potrzeby miejscowej filii unickiej parafii w Babicach. Od 1842 r. był cmentarzem parafialnym Do połowy XIX w. był użytkowany równolegle z osobną nekropolią przycerkiewną. W tym czasie został też powiększony. W 1875, wskutek likwidacji unickiej diecezji chełmskiej miejscowa parafia wraz z cmentarzem została przemianowana na prawosławną. W 1936 r. parafia prawosławna w Różańcu została zlikwidowana. Mimo to nekropolia była użytkowana do końca II wojny światowej, aż do momentu, gdy ze wsi wysiedlono prawosławnych Ukraińców. 
Nieczynny po wojnie cmentarz został ostatecznie zlikwidowany w 2009 r., a szczątki zmarłych zostały przeniesione do wspólnej mogiły na miejscowy cmentarz katolicki. Obecnie na terenie cmentarza znajduje się boisko miejscowego Zespołu Szkół Rolniczych, a w 2012 r. ku pamięci o cmentarzu i miejscowej cerkwi ustawiono pamiątkowy kamień.